# 斉藤和美
斉藤 和美（さいとう かずみ）は日本の元モデル、元俳優。
東京都出身。かつての所属事務所はスターダストプロモーション。

## 人物
当初、フリーで読者モデルをしていたが、その後スターダストプロモーションに所属し、テレビドラマ『はいすくーる落書き』などに出演。映画『真夜中の少年達』を最後に芸能界を引退した。

## 出演

### テレビドラマ
- スケバン刑事II 少女鉄仮面伝説（1985年、フジテレビ系）
- あぶない刑事（1986年、日本テレビ系）
- 翼をください（1987年、NHK） - 山崎役
- ガクエン情報部H.I.P. （1987年、フジテレビ系）
- 仮面ライダーBLACK（1987年、毎日放送・TBS系）
- アナウンサーぷっつん物語（1987年、フジテレビ系）
- 君の瞳をタイホする!（1988年、フジテレビ系）
- はいすくーる落書（1989年、TBS系） - 宮下鉄哉役。スペシャル版には出演していない。

### 映画
- 生徒諸君!（1984年12月22日、日本ヘラルド映画）
- テラ戦士ΨBOY（1985年）
- BU・SU（1987年）- 斉藤役
- 真夜中の少年達（1988年）- ユウジ役

### CM
- イトーヨーカ堂

### 雑誌モデル
- MEN'S NON-NO
- 明星ヘアカタログ
- Men'sヘアマガジン
- Popteen